# Leptaulax sakaii
Leptaulax sakaii es una especie de coleóptero de la familia Passalidae.

## Distribución geográfica
Habita en Negros (Filipinas).